# Worcester (New York)
Worcester è un comune degli Stati Uniti d'America, situato nello stato di New York, nella contea di Otsego.